# Time (polecenie)
time – program konsoli Uniksa oraz środowiska Windows, podający informacje o czasie pracy i zużyciu procesora przez polecenie, który zostało podany jako parametr (time wykonuje to polecenie). W niektórych powłokach takich, jak Bash time jest komendą wbudowaną, która posiada mniejszą funkcjonalność, niż właściwy program.
W środowisku Windows polecenie pozwala jedynie zmieniać i wyświetlać aktualny czas.

## Składnia
```
time 
polecenie
```

### Windows[1]
```
TIME
 [/T 
|
 
time
]

```

## Przykład
```
$
 
time
 
grep
 
-q
 
failed
 
/var/log/syslog
grep
 
-q
 
failed
 
/var/log/syslog
  
0
,01s
 
user
 
0
,03s
 
system
 
5
%
 
cpu
 
0
,620
 
total

```

### Windows[1]
C:\>time /t
17:30

C:\>time 17:30:00
C:\>time 5:30 pm

C:\>time

The current time is: 17:33:31.35

Enter the new time: